# Gunnera magellanica

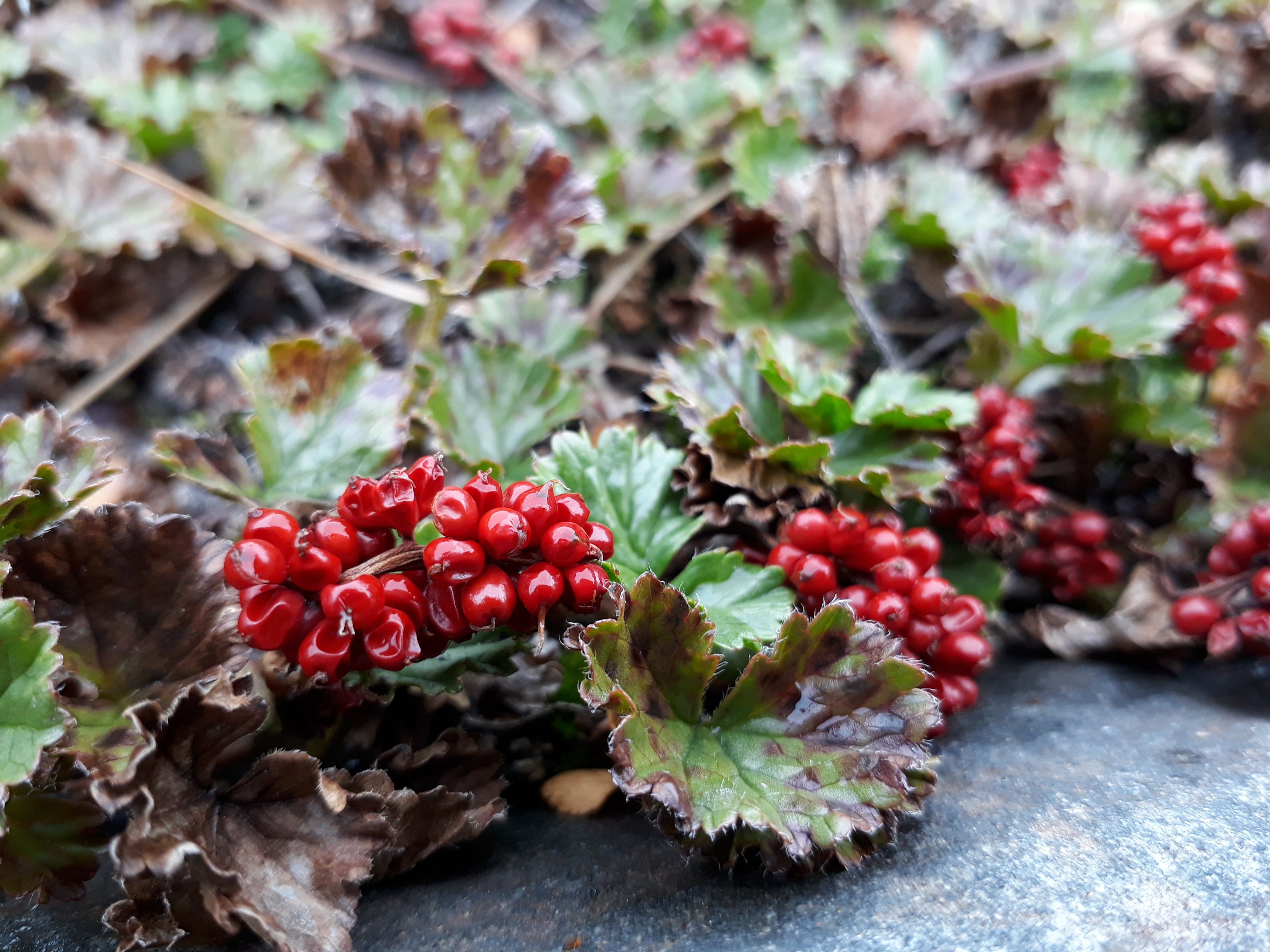
Gunnera Magellanica parque nacional los Glaciares

Gunnera magellanica es una especie de planta ornamental  perteneciente a la familia Gunneraceae. Es nativa del oeste de Sudamérica y las islas Malvinas.

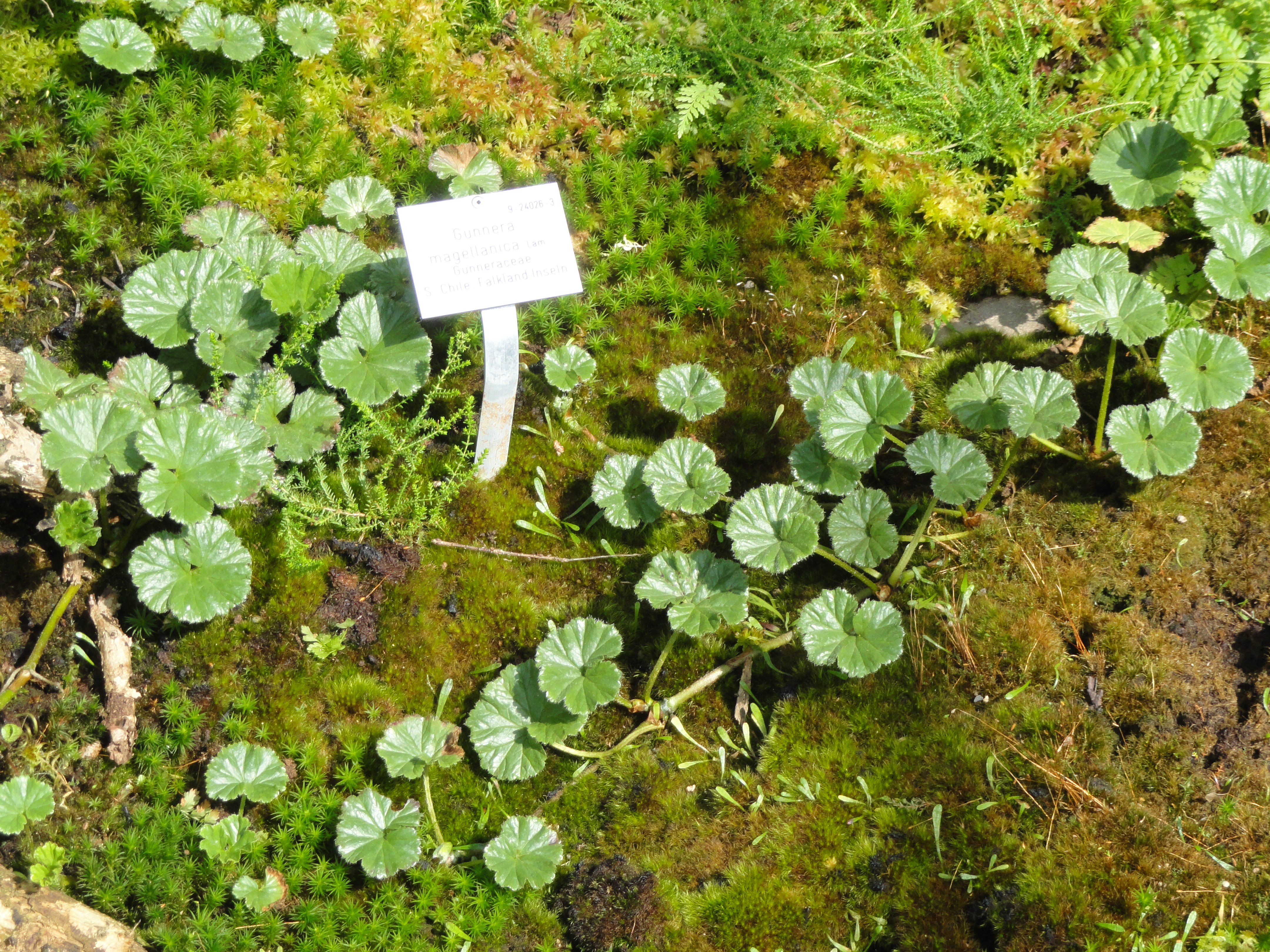
Detalle de las hojas

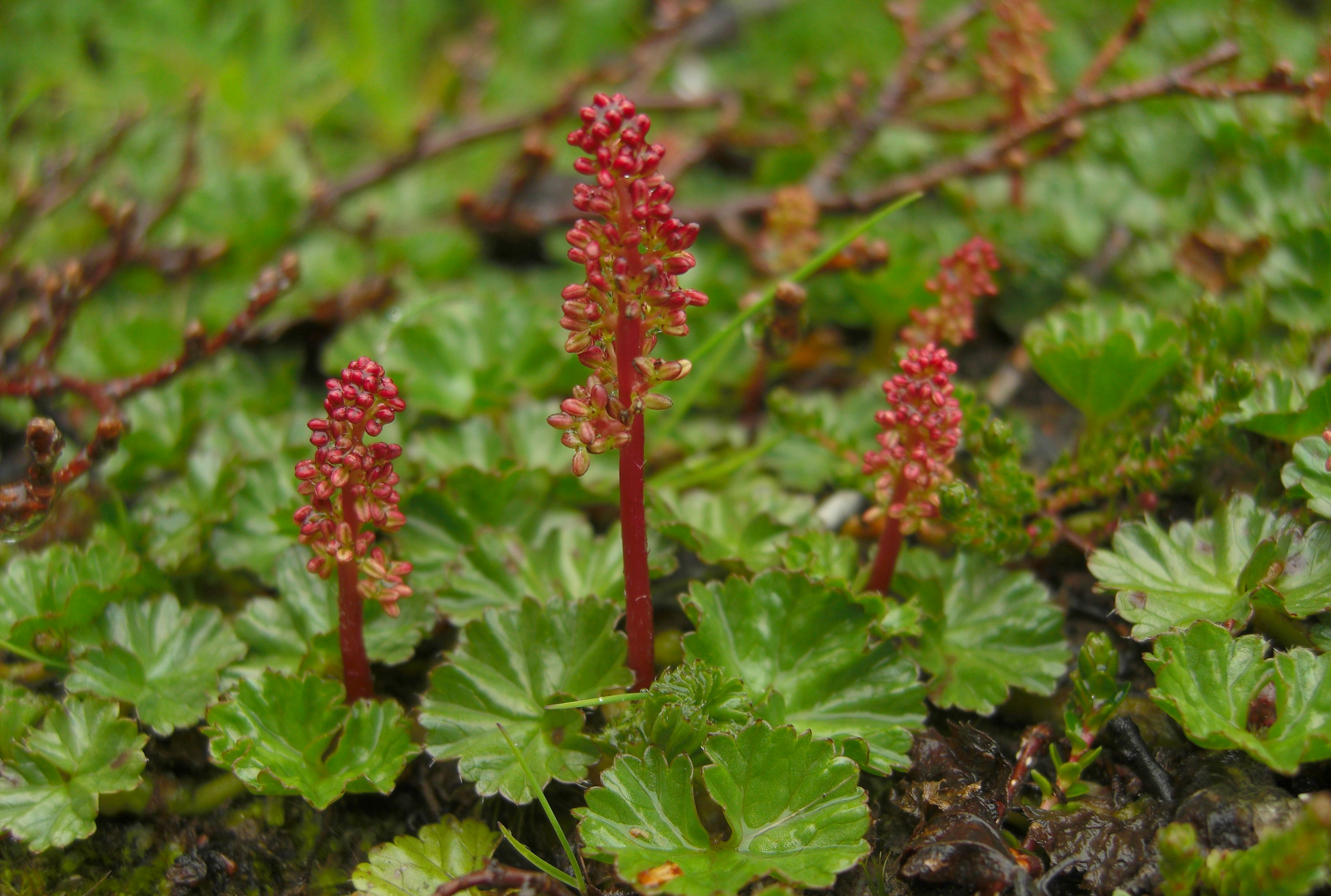
Inflorescencia

## Descripción
Es una hierba perenne, dioica, que alcanza un tamaño de 3-12 cm de longitud. Con rizoma rastrero, cubiertos de estípulas de color café anchas y membranosas. Hojas agrupadas de bordes crenulados. Láminas de color verde oscuro de 2-7 cm de diámetro. Pecíolos de 2-10 cm de largo. Flores unisexuales dispuestas en inflorescencias; las femeninas más cortas que las masculinas.El fruto es una drupa redondeada de 3-5mm de diámetro, color rojo intenso. Sus frutos no son venenosos pero su sabor desagradable les quita todo valor gastronómico.

## Taxonomía
Gunnera magellanica fue descrita por Jean-Baptiste Lamarck y publicado en Encyclopédie Méthodique, Botanique 3: 61, t. 801, f. 2. 1789.
Etimología
Gunnera: nombre genérico otorgado en honor del botánico noruego Johan Ernst Gunnerus.
magellanica: epíteto geográfico que alude a su localización en el estrecho de Magallanes.
Sinonimia
- Gunnera falklandica Hook.
- Gunnera integrifolia Blume
- Gunnera plicata Vahl
- Gunnera reniformis Gay ex Blume
- Misandra magellanica (Lam.) J.F. Gmel.[4][5]